# Tupolev Tu-14
Tupolev Tu-14 (v kódu NATO: Bosun, kód v rámci USAF/DOD: Type 35) byl sovětský proudový lehký dvoumotorový bombardér odvozený z typu Tupolev Tu-73, který se nevyráběl v prospěch typu Iljušin Il-28. Sovětské námořní letectvo ho v letech 1952–59 používalo jako torpédový bombardér a také se dočkal vývozu do ČLR.

## Vývoj
Předchůdcem letounu byl projekt 72, dvoumotorový letoun. Verze s továrním označením Tu-73 dne 29. prosince 1947 prodělala s pilotem F. F. Opadščim první let. Kvůli příliš slabým motorům Rolls-Royce Nene byl v zadní části umístěn ještě jeden pomocný motor Derwent V. Druhý prototyp Tu-78 s mírně odlišným překrytem kabiny a ocasní částí se vznesl 17. dubna 1948. Postupně takto vznikly různé verze (známé pod továrním označení Tu-74, Tu-78 a Tu-79), ale k sériové výrobě nikdy nedošlo, protože přednost dostal Iljušin Il-28. Další testovací model Tu-81 vznikl pod vedením Sergeje Jegera a podstoupil první let v roce 1951 – třetí motor byl odstraněn, protože už byly k dispozici výkonnější motory Klimov VK-1. Do uvolněného prostoru po třetím motoru byla do zadní části stroje umístěna střelecká věž. 
Prototyp Tu-14 byl postaven v roce 1948 v závodě n. 156 a po svém prvním letu 13. října 1949 a následném testování až do podzimu roku 1950 byla v roce 1951 zahájena sériová výroba v továrně č. 125 v Irkutsku a stroj byl uveden do služby v sovětském námořnictvu. Oproti prototypům měl nižší rychlost a větší dolet. Mezi varianty patřila průzkumná Tu-14R a torpédová Tu-14T se dvěma torpédy 45-36-A.
Bylo vyrobeno asi 550 kusů (jiné zdroje hovoří o asi 200), 50 až 60 z nich bylo v letech 1958/59 dodáno do Číny. Tu-14 zůstal ve službě asi deset let, včetně služby v rezervě, než byl nahrazen letouny Tupolev Tu-16.

## Specifikace (Tu-14)

### Technické údaje
- Posádka: 3
- Délka: 21,95 m
- Rozpětí: 21,69 m
- Výška: 5,69 m
- Nosná plocha: 67,36 m²
- Hmotnost prázdného letadla: 14 930 kg
- Vzletová hmotnost: 20 930 kg
- Maximální vzletová hmotnost: 25 350 kg
- Pohonná jednotka: 2 × proudový motor Klimov VK-1, každý o tahu 26,5 kN

### Výkony
- Maximální rychlost: 848 km/h
- Dolet: 2 930 km
- Dostup: 11 200 m
- Plošné zatížení: 311 kg/m²
- Poměr tah / hmotnost: 0,3

### Výzbroj
- 2 × 23 mm kanon NR-23 vpředu, 2 × v zadní střelecké věži
- do 3 000 kg pum, min nebo torpéd
- radar PSBN-M